# Джорджтаун (Арканзас)
Джорджтаун (англ. Georgetown, Arkansas) — город, расположенный в округе Уайт (штат Арканзас, США) с населением в 126 человек по статистическим данным переписи 2000 года.

## География
По данным Бюро переписи населения США Джорджтаун имеет общую площадь в 0,78 квадратных километров, водных ресурсов в черте населённого пункта не имеется.
Город Джорджтаун расположен на высоте 62 метра над уровнем моря.

## Демография
По данным переписи населения 2000 года в Джорджтауне проживало 126 человек, 33 семьи, насчитывалось 55 домашних хозяйств и 71 жилой дом. Средняя плотность населения составляла около 461 человек на один квадратный километр. Расовый состав Джорджтауна по данным переписи распределился следующим образом: 96,83 % белых, 3,17 % — чёрных или афроамериканцев.
Испаноговорящие составили 0,79 % от всех жителей города.
Из 55 домашних хозяйств в 21,8 % — воспитывали детей в возрасте до 18 лет, 49,1 % представляли собой совместно проживающие супружеские пары, в 5,5 % семей женщины проживали без мужей, 38,2 % не имели семей. 34,5 % от общего числа семей на момент переписи жили самостоятельно, при этом 16,4 % составили одинокие пожилые люди в возрасте 65 лет и старше. Средний размер домашнего хозяйства составил 2,29 человек, а средний размер семьи — 2,94 человек.
Население города по возрастному диапазону по данным переписи 2000 года распределилось следующим образом: 24,6 % — жители младше 18 лет, 4,0 % — между 18 и 24 годами, 24,6 % — от 25 до 44 лет, 23,8 % — от 45 до 64 лет и 23,0 % — в возрасте 65 лет и старше. Средний возраст жителей составил 43 года. На каждые 100 женщин в Джорджтауне приходилось 110,0 мужчин, при этом на каждые сто женщин 18 лет и старше приходилось 97,9 мужчин также старше 18 лет.
Средний доход на одно домашнее хозяйство в городе составил 12 500 долларов США, а средний доход на одну семью — 25 357 долларов. При этом мужчины имели средний доход в 22 500 долларов США в год против 15 625 долларов среднегодового дохода у женщин. Доход на душу населения в городе составил 8283 доллара в год. Все семьи Джорджтауна имели доход, превышающий уровень бедности, 38,0 % от всей численности населения находилось на момент переписи населения за чертой бедности, при этом из них были моложе 18 лет и — в возрасте 65 лет и старше.